# Huncote
Huncote – wieś w Anglii, w hrabstwie Leicestershire, w dystrykcie Blaby. Leży 10 km na południowy zachód od miasta Leicester i 141 km na północny zachód od Londynu.